# Sant'Ambrogio sul Garigliano
Sant'Ambrogio sul Garigliano är en ort och kommun i provinsen Frosinone i regionen Lazio i Italien. Kommunen hade 964 invånare (2018).